# Helga Pedersen
 Der er flere personer med dette navn, se Helga Pedersen (politiker).
Inger Helga Pedersen (født 24. juni 1911 på Hulby Møllegård, Tårnborg, død 27. januar 1980 i Korsør) var en dansk højesteretsdommer, politiker og minister.
Helga Pedersen var datter af proprietær Jens Peder Nicolaj Pedersen (1877-1955) og Vilhelmine Sofie Kolding (1884-1973) og  blev født på forældrenes gård som en af 6 søskende. Helga Pedersen blev ikke selv gift og fik ingen børn.
Hun blev student fra Slagelse Gymnasium i 1930 og cand.jur. fra Københavns Universitet 1936.
I 1936 blev hun ansat i justitsministeriet. Hun var ministersekretær for justitsministrene K.K. Steincke, Svend Unmack Larsen, Harald Petersen, Eigil Thune Jacobsen, Niels Busch-Jensen og Aage Elmquist bl.a. i årene under besættelsen. Efter befrielsen studerede Helga Pedersen på Columbia University.
I 1949-1950 var hun formand for Danske Kvinders Nationalråd.
Hun var 1947-1948 konstitueret dommer i Østre Landsret og dommer ved byretten i København 1948-1956, afbrudt af ministerperioden 1950-1953. Medvirkede i 1949 til afskaffelsen af henrettelser for forbrydelser under anden verdenskrig. I 1956-1964 var hun ved Østre Landsret, og hun blev højesteretsdommer i 1964. I 1971 blev hun den første kvindelige dommer ved Menneskerettighedsdomstolen i Strasbourg.
Hun var justitsminister i Ministeriet Eriksen 1950-1953. I 1953 blev hun valgt til Folketinget for Venstre i Sorø Amtskreds, men måtte gå af som minister ved regeringens fald kort tid efter. Hun var herefter medlem af Folketinget til 1964.
Helga Pedersen blev i 1951 den første kvindelige kommandør af Dannebrogordenen. I 1976 blev hun kommandør af 1. grad.
Stig Rolvsen har ment at titelfiguren i romanen Gudrun var udtryk for Johannes V. Jensens betagelse af Helga Pedersen.

## Ekstern kilde/henvisning
- Helga Pedersen i Dansk Kvindebiografisk Leksikon på Lex.dk, tidl. Kvinfo.dk